# Blepyrus saccharicola
Blepyrus saccharicola is een vliesvleugelig insect uit de familie Encyrtidae. De wetenschappelijke naam is voor het eerst geldig gepubliceerd in 1942 door Gahan.